# Czyste

Vị trí của Czyste ở Wola

Czyste là một trong những khu phố thuộc quận Wola của Warsaw, Ba Lan. Nó được giới hạn bởi Wolska và Towarowa đường phố từ phía bắc và phía đông và bởi các tuyến đường sắt ở phía tây và phía nam.
Ban đầu Czyste là một ngôi làng nằm ngay bên ngoài Ramparts Lubomirski, đó là tuyến phòng thủ bên ngoài thành phố Warsaw, giữa Cổng Jerozolimskie và Cổng Wola. Năm 1827, nó có 16 ngôi nhà với 223 cư dân và là một gmina. Trong trận chiến Warsaw năm 1831, ngôi làng là tâm điểm bảo vệ thành phố của Ba Lan. Vào cuối thế kỷ 19, sự mở rộng nhanh chóng của thành phố Warsaw đã dẫn đến ngôi làng Czyste gần như hợp nhất với các làng Wielka Wola, Koło và Ochota gần đó. Bốn ngôi làng kết hợp lại có 512 ngôi nhà và 8000 cư dân.
Vùng ngoại ô mới được gọi bằng nhiều tên khác nhau của các làng cũ. Nó hoạt động chủ yếu là công nghiệp, với nhiều nhà sản xuất và nhà máy ở đó, ngoài hơn 90 cối xay gió cung cấp cho các tiệm bánh của Warsaw. Năm 1916, Czyste không còn tồn tại như một thực thể hành chính riêng biệt và đã gắn với Warsaw cùng với Wola và Ochota. Hiện tại, tên được sử dụng bởi Hệ thống thông tin thành phố cho một khu phố nhỏ trong quận Wola, trong khi các khu đất còn lại của làng cũ được gắn với các khu vực khác dưới những các tên khác nhau.